# Katleen Suys
Katleen Suys (1975) is een Belgische voormalige atlete die gespecialiseerd was in de sprint en het hordelopen. Ze werd eenmaal Belgisch kampioene.

## Biografie
In 2002 werd Suys indoorkampioene op de 400 m. Ze was aangesloten bij atletiekclub AJAX en bij KAA Gent. Met die club verbeterde ze in 2003 het Belgisch clubrecord op de 4 x 200 m estafette.

## Belgische kampioenschappen
Indoor
| Onderdeel | Jaar |
| --------- | ---- |
| 400 m     | 2002 |

## Persoonlijke records
Outdoor
| Onderdeel    | Prestatie | Datum            | Plaats   |
| ------------ | --------- | ---------------- | -------- |
| 400 m        | 57,08 s   | 26 augustus 2000 | Oordegem |
| 400 m horden | 60,31 s   | 1 juli 2001      | Brussel  |

Indoor
| Onderdeel | Prestatie | Datum           | Plaats |
| --------- | --------- | --------------- | ------ |
| 200 m     | 25,95 s   | 1 februari 2002 | Gent   |
| 400 m     | 57,03 s   | 26 januari 2003 | Gent   |

## Palmares

### 400 m
- 2002:  BK indoor AC – 57,36 s
- 2003:  BK indoor AC – 57,33 s

### 400 m horden
- 2000: 4e BK AC – 61,01 s
- 2001: 4e BK AC – 60,31 s